# ロバート・シャーリー

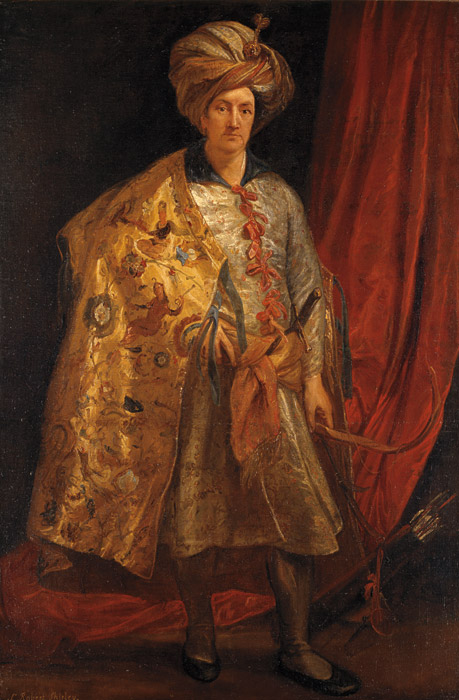
『ロバート・シャーリー卿の肖像』（アンソニー・ヴァン・ダイク画，ローマ，1622年）

ロバート・シャーリー (Sir Robert Shirley,  Sherley, 1581年頃 ‐ 1628年7月13日)は、イングランド王国の旅行家、冒険家である。イングランド南部サセックスに生まれる。兄に連れられてサファヴィー朝イランへ行き、アッバース1世の軍制改革に兄とともに貢献、現地で妻を娶る。ハプスブルク家やイングランドとの同盟を考えていたアッバース1世の命を受け、外交使節を率いてヨーロッパを訪問、行く先々で非常な歓待を受けた。後年には逆にスチュアート朝がサファヴィー朝へ送った使節に随行するが、目的を果たす前にガズヴィーンで暗殺された。

## 家族
ロバート・シャーリーは、テューダー朝エリザベス1世女王時代のイングランドにおいて、ウェスト・サセックス州ウィストン出身の父トマス・シャーリーと、母アン・ケンプ（ケント州ワイ出身のトマス・ケンプ(1591年3月7日歿)の娘）の間に生まれた三番目の息子である。やはり冒険家として有名な二人の兄、アンソニー・シャーリーとトマス・シャーリーがいる。さらに成人した女きょうだいが6人いた。

## 生涯

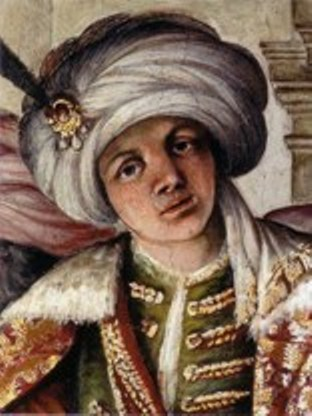
1611年に教皇パウルス5世に謁見したロバート・シャーリー（ローマ、クイリナーレ宮殿のフレスコ画、1615-1616作）

ロバートは、1598年に5000頭の馬と共に、兄アンソニーのサファヴィー朝ペルシアへの旅に同行した。1599年12月1日から1600年5月までに及んだアンソニーの旅の目的は、イングランド民兵の規範に従ってペルシアの軍隊を訓練し、ペルシア砲兵隊を改革し訓練しなおすことだった。役目を終えてアンソニーはペルシアを去ったが、ロバートは他の14人（別の一説によると5人）の随行者とともに残った。アッバース1世はヨーロッパ諸国と対オスマン同盟を組むために遣使することを考えており、アンソニーが自分を遣欧使節団に加えるよう主張したので、それを認める代わりにロバートを人質とした。1600年から1608年の間に、オスマン帝国との戦闘に従軍し、勇猛な戦いぶりを見せた。スーフィヤーンの戦いでは三度負傷したという。そのこともあって、アッバース1世は兄アンソニーがペルシアに戻ってこなくてもロバートを処罰することがなかった。ロバートの武勇伝は、ペルシアの使節としてヨーロッパを訪れた際に誇張されて伝わり、度を越した歓待を受ける原因になった。また、ロバートはチェルケス人の有力者の娘、テレサと結婚した。テレサはキリスト教徒であり、凛々しくて乗馬が得意な女性だったと記録されている。
当時のサファヴィー朝はオスマン帝国と1世紀以上にわたり交戦していた。一方のオスマン帝国はフランスと同盟を組み、他のヨーロッパ諸国を圧迫していた。1600年、シャー・アッバース1世は、オスマン帝国に対抗する同盟をヨーロッパ諸国と組むことを目論み、キズィルバシュの有力者フサイン・アリー・ベグ・バヤートを正使として、アンソニー・シャーリーを含む使節団をヨーロッパに送る。しかしながら、はかばかしい成果を上げられなかったので、今度はロバートを外交使節として、1608年、イングランドのジェームズ1世他、ヨーロッパの諸王の宮廷へと送った。
この使命を果たすため、ロバートはまずポーランド・リトアニア共和国を訪れ、ジグムント3世の歓待を受けた。1609年6月にはプラハへ到着し、宮中伯の称号を得たうえ、ルドルフ2世により神聖ローマ帝国騎士に叙せられた。ロバートはドイツからさらにフィレンツェとローマへ向かい、1609年9月27日日曜日、18人の供回りの者たちと共にローマ市に入った。教皇パウルス5世も彼に伯爵の称号を贈った。次にミラノ、ジェノヴァへ進み、そこからスペイン行きの船に乗った。1609年12月、バルセロナに到着。妻テレサもこの旅に帯同させていたが、プラハにある女子修道院に預けていた。ロバートはバルセロナから手紙を送ってテレサを呼び寄せ再会し、1611年夏までマドリードに留まった。
1611年にイングランドへ到着したが、オスマン帝国に強い利権を持つレヴァント会社の反対を受けることとなった。1613年にペルシアへの帰路につく。海路で喜望峰を回りインダス川の河口からムガル帝国のインドに上陸した。当時はポルトガルがホルムズ島を占領しており、ポルトガル船に見つかると沈められる可能性があるので、遠回りする必要があった。1615年には、ペルシアの砂漠で、ロバートの隊商が稀代の旅行家トマス・コリアットと偶然に出会う。その後、エスファハーンに妻テレサと共に帰還した。1615年にヨーロッパへ戻り、マドリードに住んだ。
1627年にサファヴィー朝へ向かう英国の初めての駐ペルシア大使ドドモア・コットンを伴って、3度目のペルシア旅行を敢行する。しかしながら、ガズヴィーンに到着したところで二人とも毒殺された。

## 絵画や文学に与えた影響

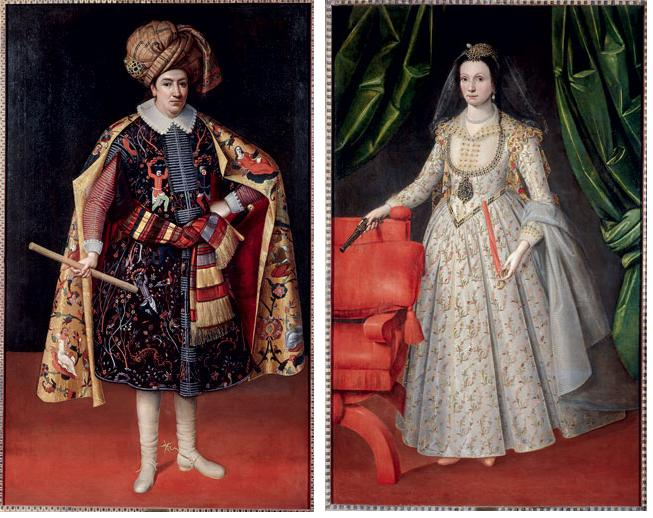
作者不詳「ロバート・シャーリーと、チェルケス人の妻、テレサ」1624頃-1627作。個人蔵。

遠い異国から来たロバート・シャーリーとその妻の華々しい欧州行脚は、17世紀ヨーロッパ各国の画家、作家たちの創作意欲を大いに刺激した。
ペットワース・ハウスが収蔵するアンソニー・ヴァン・ダイクが1622年に描いたものや、右掲の個人蔵のものをはじめとして、ロバート・シャーリーとその妻の双幅肖像画がいくつか存在している。1624–1627頃に描かれた右掲の肖像画においては、彼らを迎えるヨーロッパ側の人々に強い印象を与えようと、ロバート・シャーリーがペルシア風の異国情緒あふれる服をまとい、一方でテレサは、フリントロック式の拳銃と懐中時計を手にしている。これらは、当時ヨーロッパがペルシアへ紹介しようとしていたヨーロッパの技術の象徴である。
文学においては、ジョン・デイらによる1607年の劇、「イングランドの三兄弟の旅」に戯曲化されている。1609年には、ポーランドのクラカウに住むスコットランド人アンドルー・リーチ（Andrew Leech, Andreas Loeaechius）という人物が、Encomia Nominis & Neoocij D. Roberti Sherlaeiiと題するラテン語による頌徳文（en:panegyric）を書いた。この頌徳文は同年にトマス・ミドルトンが、Sir Robert Sherley his Entertainment in Cracovia.という題で、すぐに英訳した。
また、ウィリアム・シェイクスピアは、ロバートに対するシャー・アッバースの惜しみない援助に材を得て、『十二夜』の中の登場人物に、「ペルシアの王様が年金の何千両もくれるったって、この楽しみばかりはやめられん」（小津次郎訳、岩波文庫、2007年より引用）と言わせた。